# OveRtaKerS
「oveRtaKerS」（オーバーテイカーズ）は、m.o.v.eの31枚目のシングル。SPEED MASTERに続く2枚目の他アーティストとのコラボレーション作品。

## 収録曲
1. oveRtaKerS feat.RYUICHI KAWAMURA × SUGIZO
  - 作詞：motsu、作曲・編曲：t-kimura
  - 映画『ガクドリ』主題歌
2. The Double Ace
  - 作詞：motsu、作曲・編曲：t-kimura
  - アーケードゲーム『頭文字D ARCADE STAGE6 AA』オープニングテーマソング
3. oveRtaKerS (w/o RYUICHI KAWAMURA)
4. oveRtaKerS (w/o yuri)
5. oveRtaKerS (w/o motsu)
6. oveRtaKerS (Instrumental)